# Mistrovství Evropy v rallye
European Rally Championship (ERC) je evropské kontinentální mistrovství v rally, které organizuje Mezinárodní automobilová federace (Fédération Internationale de l'Automobile, FIA).

## Historie
Mistrovství Evropy v rallye se jelo poprvé v roce 1953 a v následujícím roce to byl jeden z nejprestižnějších rallye šampionátů. Nicméně se zavedením World Rally Championship pro týmy v roce 1973 a potom od roku 1977 pro jezdce začal význam Mistrovství Evropy v rallye od roku 1979 klesat.
V Mistrovství Evropy v rallye se představilo už mnoho soutěží (40) a od roku 1974 byly k soutěžím přiřazeny různé koeficienty (1, 2, 3 a 4), které násobí mistrovské body. Tyto koeficienty ale dělaly šampionát méně zajímavým a bylo těžké udržet si průběžný přehled o stavu šampionátu. Změna koeficientů na 2, 5, 10 a 20 se snažila situaci zlepšit, ale i tak bylo Mistrovství Evropy zajímavější pro organizátory soutěží než pro šampionát jezdců.
První zlepšení bylo realizováno až pro sezonu 2004, když byl kalendář snížen na 20 soutěží, ostatní soutěže byly přeřazeny do European Rally Cups. Mistrovství Evropy v rallye nyní představuje kolem 10 až 13 soutěží a tak má jasnější strukturu.
Mezi lety 2007 a 2011 se posádky musely registrovat, aby mohly bodovat, a registrované posádky pak byly rovněž povinné startovat ve všech soutěžích ročníku.
Sezóna 2013 byla novou generací Mistrovství Evropy v rallye; ERC se sloučilo s Intercontinental Rally Challenge a zřizovatelem Mistrovství Evropy v rallye se stal francouzský provozovatel vysílání Eurosportu. 

## Česká stopa
V roce 2013 se stal Jan Kopecký prvním českým mistrem Evropy v rallye.

## Mistři
| Rok  | Rok  | Jezdec               | Auto                                                  |
| ---- | ---- | -------------------- | ----------------------------------------------------- |
| 1953 | 1953 | Helmut Polensky      | Porsche 356 Coupé Fiat 1100                           |
| 1954 | 1954 | Walter Schlüter      | DKW 1000                                              |
| 1955 | 1955 | Werner Engel         | Mercedes-Benz 300 SL                                  |
| 1956 | 1956 | Walter Schock        | Mercedes-Benz 220 Mercedes-Benz 300 SL                |
| 1957 | 1957 | Ruprecht Hopfen      | Borgward Saab 93                                      |
| 1958 | 1958 | Gunnar Andersson     | Volvo PV444 Volvo PV544                               |
| 1959 | 1959 | Paul Coltelloni      | Alfa Romeo Citroën ID 19                              |
| 1960 | 1960 | Walter Schock        | Mercedes-Benz 220 SE                                  |
| 1961 | 1961 | Hans-Joachim Walter  | Porsche 356 Carrera Coupé                             |
| 1962 | 1962 | Eugen Böhringer      | Mercedes-Benz 220 SE                                  |
| 1963 | 1963 | Gunnar Andersson     | Volvo 122 S Volvo PV544                               |
| 1964 | 1964 | Tom Trana            | Volvo PV544 S                                         |
| 1965 | 1965 | Rauno Aaltonen       | BMC Mini Cooper S                                     |
| 1966 | G1   | Lillebror Nasenius   | Opel Rekord                                           |
| 1966 | G2   | Sobiesław Zasada     | BMC Mini Cooper S Steyr-Puch 650 TR                   |
| 1966 | G3   | Günter Klass         | Porsche 911                                           |
| 1967 | G1   | Sobiesław Zasada     | Porsche 911 S Porsche 912                             |
| 1967 | G2   | Bengt Söderström     | Lotus Cortina                                         |
| 1967 | G3   | Vic Elford           | Porsche 911 S                                         |
| 1968 | 1968 | Pauli Toivonen       | Porsche 911 T                                         |
| 1969 | 1969 | Harry Källström      | Lancia Fulvia Coupé 1.3 HF Lancia Fulvia Coupé 1.6 HF |
| 1970 | 1970 | Jean-Claude Andruet  | Alpine A110 1600                                      |
| 1971 | 1971 | Sobiesław Zasada     | BMW 2002 TI                                           |
| 1972 | 1972 | Raffaele Pinto       | Fiat 124 Sport Spyder                                 |
| 1973 | 1973 | Sandro Munari        | Lancia Fulvia Coupé 1.6 HF                            |
| 1974 | 1974 | Walter Röhrl         | Opel Ascona A                                         |
| 1975 | 1975 | Maurizio Verini      | Fiat 124 Abarth Rallye                                |
| 1976 | 1976 | Bernard Darniche     | Lancia Stratos HF                                     |
| 1977 | 1977 | Bernard Darniche     | Lancia Stratos HF                                     |
| 1978 | 1978 | Tony Carello         | Lancia Stratos HF                                     |
| 1979 | 1979 | Jochi Kleint         | Opel Ascona B Opel Kadett GT/E                        |
| 1980 | 1980 | Antonio Zanini       | Porsche 911 SC Ford Escort RS1800                     |
| 1981 | 1981 | Adartico Vudafieri   | Fiat 131 Abarth                                       |
| 1982 | 1982 | Antonio Fassina      | Opel Ascona 400                                       |
| 1983 | 1983 | Miki Biasion         | Lancia Rally 037                                      |
| 1984 | 1984 | Carlo Capone         | Lancia Rally 037                                      |
| 1985 | 1985 | Dario Cerrato        | Lancia Rally 037                                      |
| 1986 | 1986 | Fabrizio Tabaton     | Lancia Delta S4                                       |
| 1987 | 1987 | Dario Cerrato        | Lancia Delta HF 4WD                                   |
| 1988 | 1988 | Fabrizio Tabaton     | Lancia Delta HF 4WD Lancia Delta Integrale            |
| 1989 | 1989 | Yves Loubet          | Lancia Delta Integrale                                |
| 1990 | 1990 | Robert Droogmans     | Lancia Delta Integrale 16V                            |
| 1991 | 1991 | Piero Liatti         | Lancia Delta Integrale 16V                            |
| 1992 | 1992 | Erwin Weber          | Mitsubishi Galant VR-4                                |
| 1993 | 1993 | Pierre-César Baroni  | Lancia Delta HF Integrale Ford Escort RS Cosworth     |
| 1994 | 1994 | Patrick Snijers      | Ford Escort RS Cosworth                               |
| 1995 | 1995 | Enrico Bertone       | Toyota Celica Turbo 4WD                               |
| 1996 | 1996 | Armin Schwarz        | Toyota Celica GT-Four                                 |
| 1997 | 1997 | Krzysztof Hołowczyc  | Subaru Impreza 555                                    |
| 1998 | 1998 | Andrea Navarra       | Subaru Impreza 555                                    |
| 1999 | 1999 | Enrico Bertone       | Renault Mégane Maxi                                   |
| 2000 | 2000 | Henrik Lundgaard     | Toyota Corolla WRC                                    |
| 2001 | 2001 | Armin Kremer         | Toyota Corolla WRC                                    |
| 2002 | 2002 | Renato Travaglia     | Peugeot 206 WRC                                       |
| 2003 | 2003 | Bruno Thiry          | Peugeot 206 WRC                                       |
| 2004 | 2004 | Simon Jean-Joseph    | Renault Clio S1600                                    |
| 2005 | 2005 | Renato Travaglia     | Mitsubishi Lancer Evolution VII Renault Clio S1600    |
| 2006 | 2006 | Giandomenico Basso   | Fiat Punto Abarth S2000                               |
| 2007 | 2007 | Simon Jean-Joseph    | Citroën C2 S1600 Citroën C2 R2                        |
| 2008 | 2008 | Luca Rossetti        | Peugeot 207 S2000                                     |
| 2009 | 2009 | Giandomenico Basso   | Abarth Grande Punto S2000                             |
| 2010 | 2010 | Luca Rossetti        | Abarth Grande Punto S2000                             |
| 2011 | 2011 | Luca Rossetti        | Abarth Grande Punto S2000                             |
| 2012 | 2012 | Juho Hänninen        | Škoda Fabia S2000                                     |
| 2013 | 2013 | Jan Kopecký          | Škoda Fabia S2000                                     |
| 2014 | 2014 | Esapekka Lappi       | Škoda Fabia S2000                                     |
| 2015 | 2015 | Kajetan Kajetanowicz | Ford Fiesta R5                                        |
| 2016 | 2016 | Kajetan Kajetanowicz | Ford Fiesta R5                                        |
| 2017 | 2017 | Kajetan Kajetanowicz | Ford Fiesta R5                                        |
| 2018 | 2018 | Alexej Lukjaňuk      | Ford Fiesta R5                                        |
| 2019 | 2019 | Chris Ingram         | Škoda Fabia R5                                        |